# Awaryjne lądowanie lotu Air Transat 236
Awaryjne lądowanie lotu Air Transat 236 – awaryjne lądowanie samolotu Airbus A330-200, które miało miejsce 24 sierpnia 2001 w bazie lotniczej Lajes na wyspie Terceira należącej do archipelagu Azorów.
Airbus A330-200, pilotowany tego dnia przez Kanadyjczyków 49-letniego kapitana Roberta Piche'a i 29-letniego pierwszego oficera Dirka DeJagera, na kilka dni przed feralnym lotem miał wymieniany prawy silnik. Jak okazało się później, podczas montowania nowego silnika obsługa naziemna zamontowała niewłaściwy element, przez co przewody paliwowe i przewody płynu hydraulicznego znalazły się tuż obok siebie. Wibracje, jakim podczas lotu podlegają przewody płynu hydraulicznego, przenosiły się na przewody paliwowe, co w pewnym momencie spowodowało ich rozszczelnienie i niekontrolowany wyciek paliwa.

## Lot
Lot Air Transat numer 236 wystartował z lotniska Pearson International Airport w Toronto w lot do Lizbony 23 sierpnia 2001 o 20:52 czasu lokalnego (0:52 UTC). Samolot – Airbus A330 – został wyprodukowany w 1999 roku. Miał na pokładzie 47,9 ton paliwa, o 5,5 tony więcej niż wymagane na tej trasie.
Pierwsza część lotu przebiegała rutynowo. O 5:16 UTC w kokpicie rozległ się alarm o niskiej temperaturze i wysokim ciśnieniu oleju w silniku nr 2. Załoga uznała to za błąd oprogramowania i przekazała stosowną informację wieży kontrolnej. Prawdopodobnie jednak nastąpiło nadmierne schłodzenie oleju na skutek zwiększonego przepływu paliwa przez wymiennik ciepła paliwo-olej (FOHE, Fuel-Oil Heat Exchanger). Wymiennik ten ma podgrzewać paliwo chłodząc jednocześnie olej. Według późniejszych ustaleń, wyciek rozpoczął się mniej więcej około 4:38 UTC.

## Sytuacja awaryjna
O 5:36 rozległ się kolejny alarm, tym razem informujący o niskim poziomie paliwa w prawym zbiorniku. Zgodnie z wytycznymi producenta, załoga otworzyła zawór umożliwiający przepływ paliwa z lewego do prawego zbiornika i wyrównanie poziomu paliwa w obu zbiornikach. Ciągle niewykryty wyciek paliwa spowodował, że paliwo z obydwu zbiorników od tej pory wydobywało się na zewnątrz przez uszkodzone przewody paliwowe w prawym silniku.
O 5:45 DeJager, monitorujący na bieżąco poziom paliwa, poinformował kapitana o krytycznie niskim poziomie paliwa. Piche ogłosił sytuację awaryjną i zdecydował się skierować samolot w stronę lotniska na wyspie Terceira na Azorach.
O 6:13, gdy samolot był o mniej więcej 135 mil morskich (250 km) od Terceiry, zgasł z braku paliwa prawy silnik. Kapitan Piche ustawił maksymalny ciąg startowy na jedynym sprawnym silniku; maszyna stopniowo opadła z poziomu 39 000 stóp (12 000 m) na 33 000 stóp (10 000 m).
O 6:23 kapitan Piche zgłosił komunikat o bezpośrednim zagrożeniu życia pasażerów. Trzy minuty potem, gdy samolot był w odległości 65 mil morskich (120 km) od Terceiry, zgasł jedyny sprawny silnik samolotu. Gdy urządzenia pokładowe uległy wyłączeniu z braku zasilania, włączyła się awaryjna turbina powietrzna, generująca prąd (RAT). Umożliwiło to funkcjonowanie niezbędnych do kontynuowania lotu przyrządów.
Według obliczeń DeJagera, śledzącego na bieżąco opadanie samolotu, po 15 do 20 minutach lotu maszyna zostałaby zmuszona do awaryjnego lądowania na wodzie. W kilka minut po zgaśnięciu drugiego silnika, Terceira pojawiła się na horyzoncie. Aby wytracić wysokość, Piche musiał wykonać szereg okrążeń nad wyspą.
Gdy załoga rozpoczęła końcowe podejście, pojawił się nowy problem. Samolot podchodził do lądowania z prędkością ok. 200 węzłów (370 km/h), podczas gdy producent podawał maksymalną prędkość przy lądowaniu 140–160 węzłów (260–300 km/h). Z uwagi na brak zasilania i niedziałające silniki, załoga nie mogła wykorzystać najskuteczniejszych sposobów ograniczenia prędkości: hamulców aerodynamicznych i klap.
O 6:45 Air Transat lot nr 236 z prędkością ok. 370 km/h zetknął się z pasem startowym 33 lotniska Lajes. Duża energia uderzenia sprawiła, że samolot na krótko wzbił się ponownie, po czym opadł na pas. Maszyna zatrzymała się w odległości 7600 stóp (2300 m) od początku pasa liczącego 10 000 stóp (3000 m). Na skutek użycia hamulców awaryjnych, osiem z dwunastu opon eksplodowało podczas hamowania. Załoga przystąpiła do ewakuacji pasażerów, którą udało się ukończyć w ciągu 90 sekund. Dwie stewardesy i czternastu pasażerów odniosło lekkie obrażenia; dwóch pasażerów było rannych poważnie, ale w sposób niezagrażający życiu.

## Konsekwencje
Śledztwo prowadzone przez portugalskie Gabinete de Prevenção e Investigação de Acidentes com Aeronaves (Biuro Zapobiegania i Badania Wypadków Lotniczych) wykazało, że główną przyczyną awarii był wyciek paliwa, spowodowany przez zainstalowanie przez obsługę naziemną nieprawidłowej części podczas wymiany silnika. Air Transat uznało swoją winę i zapłaciło 250 tys. dolarów kanadyjskich kary (najwyższa kara w historii Kanady).
Samolot biorący udział w zdarzeniu został naprawiony i służył do 18 października 2021 roku liniom Air Transat. Robert Piche i Dirk DeJager wrócili do Kanady w glorii bohaterów.
Po wypadku zmieniono wytyczne producenta, jak również oprogramowanie w Airbusach A330, A318-100, A319-100, A320-200, A321-100, A321-111 i A321-200: piloci zostali zobowiązani do sprawdzenia, czy nie zaistniał wyciek paliwa, przed uruchomieniem zaworu umożliwiającego przelewanie paliwa między zbiornikami, natomiast oprogramowanie pokładowe na bieżąco porównuje, czy ilość paliwa pozostająca w zbiornikach jest wystarczająca na założoną trasę, jeśli poziom paliwa staje się niepokojąco niski względem planowego, uruchamia się alarm dźwiękowy.
Lot Air Transat był najdłuższym w historii lotem ślizgowym odrzutowego samolotu pasażerskiego: po utracie obydwu silników Airbus szybował ok. 20 minut, pokonując 65 mil morskich (120 km) lotem ślizgowym.
Wydarzenia zaistniałe w trakcie lotu Air Transat nr 236 przedstawiono w jednym z odcinków "Katastrofa w przestworzach" (sezon 1, odcinek 6).